# Oxyptilus erebites
Oxyptilus erebites là một loài bướm đêm thuộc họ Pterophoridae. Nó được biết đến ở Cộng hòa Dân chủ Congo.